# بخش د کاستلی
بخش د کاستلی (به اسپانیایی: Partido de Castelli) یک منطقهٔ مسکونی در آرژانتین است که در استان بوئنوس آیرس واقع شده‌است. بخش د کاستلی ۲٬۱۰۰ کیلومتر مربع مساحت و ۷٬۸۵۲ نفر جمعیت دارد.